# Лоро парк
Лоро парк (на испански: Loro Parque) е зоологическа градина на остров Тенерифе, автономна област Канарски острови, Испания, разположена на 13,5 хектара.
Градината е рай за папагалите, като подслонява над 4000 папагала от общо 350 вида, а самото и име Loro означава папагал на испански. Освен с папагали паркът може да се похвали и с косатки, делфини, морски лъвове, горили и много други животни, като някои от тях участват в специална програма с увеселителни номера, сред които са морските лъвове (5 пъти на ден), косатките (3 пъти на ден), делфините (4 пъти на ден) и папагалите (6 пъти на ден). Паркът е сред най-големите атракции на Канарските острови, като привлича над 40 милиона посетители годишно.
Паркът е едно от малкото места по света, което подслонява косатки изпълняващи номера пред публика. По време на тренировъчна сесия преди Коледа през 2009 година една от косатките на име Кето убива 29-годишния треньор Алексис Мартинез.
Преди това през 2007 година друга треньорка Клаудиа Волхарт е атакувана от косатката Текоа и хоспитализирана.
Собствениците на Лоро парк са изградили и друг увеселителен парк на Тенерифе – Сиам Парк, който е представян за най-големия аквапарк в Европа.